# Jean-Pierre Boudet
Pour les articles homonymes, voir Jean-Pierre Boudet (chimiste) et Boudet.
Jean-Pierre Boudet (Paris 16 février 1778 - Groslay 20 mars 1849), est un pharmacien français.

## Biographie
Neveu du chimiste Jean-Pierre Boudet, il est membre de l’Académie de médecine et de la Société de pharmacie de Paris, s’occupant particulièrement des embaumements. On lui doit l'analyse de la racine d'Eupatoire d'Avicenne (1811), une étude sur le raffinage du sucre (1813) et des analyses sur le phosphore. Il est un des fondateurs de l'établissement d'eaux minérales factices du Gros-Caillou.